# Питерсон, Джек
Джон Уильям (Джек) Питерсон (англ. John William (Jack) Peterson; 22 февраля 1880, Дублин, Ленстер — неизвестно) — ирландский хоккеист на траве, левый защитник. Серебряный призёр летних Олимпийских игр 1908 года.

## Биография
Джек Питерсон родился 22 февраля 1880 года в британском городе Дублин (сейчас в Ирландии).  
Играл в хоккей на траве за дублинские команды «Авока» (1896—1899), «Палмерстаун» (1899—1907) и «Монкстаун» (1907 — не раньше 1914). Шесть раз выигрывал Кубок Ирландии (1900, 1903—1905, 1910, 1914).
В 1908 году вошёл в состав сборной Ирландии по хоккею на траве на летних Олимпийских играх в Лондоне и завоевал серебряную медаль, которая пошла в зачёт Великобритании, в состав которой тогда входила Ирландия. Играл на позиции левого защитника, провёл 1 матч, мячей не забивал. 
В 1901—1914 годах провёл 20 матчей за сборную Ирландии. В 1904 году выиграл Тройную корону, победив сборные Уэльса (4:2) и Англии (3:2).
О дальнейшей жизни данных нет.

## Семья
Отец — ирландец, работал бухгалтером и аудитором. Мать — англичанка. В семье также было пять братьев и сестра.
В «Авоке» и «Палмерстауне» играл вместе со всеми остальными братьями: Уолтером, Уильямом, Николасом, Гербертом и Сесилом. В 1908 году в сборной Ирландии на летних Олимпийских играх в Лондоне вместе с Джеком играл его брат Уолтер.